# Романковецька сільська рада
Романкове́цька сільська́ ра́да — адміністративно-територіальна одиниця та орган місцевого самоврядування в Сокирянському районі Чернівецької області. Адміністративний центр — село Романківці.

## Загальні відомості
- Населення ради: 5 066 осіб (станом на 2001 рік)

## Населені пункти
Сільській раді підпорядковані населені пункти:
- с. Романківці

## Склад ради
Рада складається з 30 депутатів та голови.
- Голова ради: Цап Василь Михайлович
- Секретар ради: Яковенко Анастасія Василівна

### Керівний склад попередніх скликань
| Прізвище, ім'я, по батькові | Основні відомості                                                 | Дата обрання | Дата звільнення |
| --------------------------- | ----------------------------------------------------------------- | ------------ | --------------- |
| Цап Василь Михайлович       | Сільський голова, 1949 року народження, освіта вища, безпартійний | 26.03.2006   | 31.10.2010      |
| Цап Василь Михайлович       | Сільський голова, 1949 року народження, освіта вища, безпартійний | 31.10.2010   |                 |

Примітка: таблиця складена за даними сайту Верховної Ради України

### Депутати
За результатами місцевих виборів 2010 року депутатами ради стали:

#### За суб'єктами висування
| Суб'єкт висування                                       | Кількість обраних депутатів | %  |
| ------------------------------------------------------- | --------------------------- | -- |
| Самовисування                                           | 24                          | 80 |
| Політична партія Всеукраїнське об'єднання «Батьківщина» | 6                           | 20 |

#### За округами
| № округу                                                | Прізвище, ім'я, по батькові   | Дата визнання обраним | Освіта  | Партійна приналежність                        | Відомості про обраного депутата                                                       |
| ------------------------------------------------------- | ----------------------------- | --------------------- | ------- | --------------------------------------------- | ------------------------------------------------------------------------------------- |
| Політична партія Всеукраїнське об'єднання «Батьківщина» |                               |                       |         |                                               |                                                                                       |
| 5                                                       | Кедрик Любов Михайлівна       | 03.11.2010            | вища    | член Всеукраїнського об'єднання «Батьківщина» | Територіальний центр м. Сокиряни, соціальний працівник с. Романківці                  |
| 6                                                       | Бабій Андрій Вікторович       | 03.11.2010            | вища    | член Всеукраїнського об'єднання «Батьківщина» | приватне підприємство                                                                 |
| 8                                                       | Цуркан Людмила Миколаївна     | 03.11.2010            | вища    | член Всеукраїнського об'єднання «Батьківщина» | Романковецька гімназія, вчитель початкових класів                                     |
| 20                                                      | Романчук Людмила Миколаївна   | 03.11.2010            | вища    | член Всеукраїнського об'єднання «Батьківщина» | ВАТ «Шепетівська реалбаза», начальник лабораторії                                     |
| 21                                                      | Банар Зінаїда Іванівна        | 03.11.2010            | вища    | член Всеукраїнського об'єднання «Батьківщина» | Романковецька гімназія, вчитель початкових класів                                     |
| 30                                                      | Кедрик Володимир Петрович     | 03.11.2010            | вища    | член Всеукраїнського об'єднання «Батьківщина» | ВАТ «Шепетівська реалбаза», майстер виробничої дільниці                               |
| Самовисування                                           |                               |                       |         |                                               |                                                                                       |
| 1                                                       | Денега Михайло Васильович     | 03.11.2010            | вища    | член Партії регіонів                          | ТОВ «Маркет», голова                                                                  |
| 2                                                       | Швець Сергій Іванович         | 03.11.2010            | вища    | позапартійний                                 | Кельменецька ветеринарна лікарня, ветлікар                                            |
| 3                                                       | Пецеля Олександр Петрович     | 03.11.2010            | вища    | позапартійний                                 | Романковецька сільська рада, землевпорядник                                           |
| 4                                                       | Руснак Василь Петрович        | 03.11.2010            | вища    | позапартійний                                 | тимчасово не працює                                                                   |
| 7                                                       | Ваданюк Валерій Васильович    | 27.12.2010            | вища    | позапартійний                                 | тимчасово не працює                                                                   |
| 9                                                       | Цап Наталія Михайлівна        | 03.11.2010            | вища    | позапартійна                                  | Романковецький ДНЗ «Чебурашка», вихователь                                            |
| 10                                                      | Беженар Сергій Іванович       | 03.11.2010            | вища    | позапартійний                                 | Сокирянська РДА, головний спеціаліст управління економіки                             |
| 11                                                      | Лянга Катерина Іванівна       | 03.11.2010            | вища    | позапартійна                                  | Романковецька сільська рада, спеціаліст з питань соц.захисту населення                |
| 12                                                      | Яковенко Анастасія Василівна  | 03.11.2010            | вища    | позапартійна                                  | Романковецька сільська рада, головний бухгалтер                                       |
| 13                                                      | Кучерява Ольга Опанасівна     | 03.11.2010            | середня | позапартійна                                  | пенсіонер                                                                             |
| 14                                                      | Кушнір Марія Василівна        | 03.11.2010            | вища    | позапартійна                                  | ТОВ «Каштан», швея                                                                    |
| 15                                                      | Крижанівська Ольга Петрівна   | 03.11.2010            | вища    | позапартійна                                  | пенсіонер                                                                             |
| 16                                                      | Олійник Наталія Володимирівна | 03.11.2010            | вища    | позапартійна                                  | Романковецьке відділення поштового зв'язку, керівник                                  |
| 17                                                      | Харабара Василь Петрович      | 03.11.2010            | вища    | позапартійний                                 | Романковецька гімназія, вчитель математики                                            |
| 18                                                      | Банарюк Наталія Семенівна     | 03.11.2010            | вища    | позапартійна                                  | Романковецька сільська рада, інспектор з питань оборонної роботи та паспортної служби |
| 19                                                      | Тарабузан Алла Іванівна       | 03.11.2010            | вища    | позапартійна                                  | Романковецька залізнична станція, чергова                                             |
| 22                                                      | Лисий Олег Петрович           | 03.11.2010            | вища    | позапартійний                                 | Романковецька ДЮСШ, директор                                                          |
| 23                                                      | Дущак Микола Павлович         | 03.11.2010            | вища    | позапартійний                                 | Хотинський лісгосп, лісник                                                            |
| 24                                                      | Вишневська Тетяна Павлівна    | 03.11.2010            | вища    | позапартійна                                  | Романковецький ДНЗ, завгосп                                                           |
| 25                                                      | Майборода Віктор Іванович     | 03.11.2010            | середня | позапартійний                                 | ТОВ «Каштан», майстер по ремонту та пошиву верхнього одягу                            |
| 26                                                      | Коломієць Іван Дмитрович      | 03.11.2010            | середня | позапартійний                                 | приватне підприємство                                                                 |
| 27                                                      | Шатковська Наталія Михайлівна | 03.11.2010            | вища    | позапартійна                                  | приватне підприємство                                                                 |
| 28                                                      | Смук Іван Борисович           | 03.11.2010            | вища    | позапартійний                                 | ТК «Рута», директор                                                                   |
| 29                                                      | Гадзій Валерій Миколайович    | 03.11.2010            | середня | позапартійний                                 | приватне підприємство                                                                 |